# Andreettaea
- Commons
- Wikispecies

Andreettaea Luer  é um género botânico pertencente à família das orquídeas (Orchidaceae).

## Sinonímia
- Pleurothallis R. Br.

## Espécies
Apresenta uma única espécie:
- Andreettaea ocellus C.A.Luer